# 圣乔治德迪多讷
圣乔治德迪多讷（法語：Saint-Georges-de-Didonne，法語發音：[sɛ̃ ʒɔʁʒ də didɔn]）是法国滨海夏朗德省的一个市镇，位于该省西南部，属于罗什福尔区。圣乔治德迪多讷是鲁瓦扬城市圈的一部分。

## 地理
圣乔治德迪多讷（45°36'19"N, 0°59'55"W）面积10.58 平方千米，位于法国新阿基坦大区滨海夏朗德省，该省份为法国西部滨海省份，北起旺代省，西临大西洋，南至吉倫特省，东南接多爾多涅省，东北接德塞夫勒省接壤，东临夏朗德省。
与圣乔治德迪多讷接壤的市镇（或旧市镇、城区）包括：梅迪、吉伦特河畔梅谢、鲁瓦扬、塞米萨克、滨海勒韦尔东。

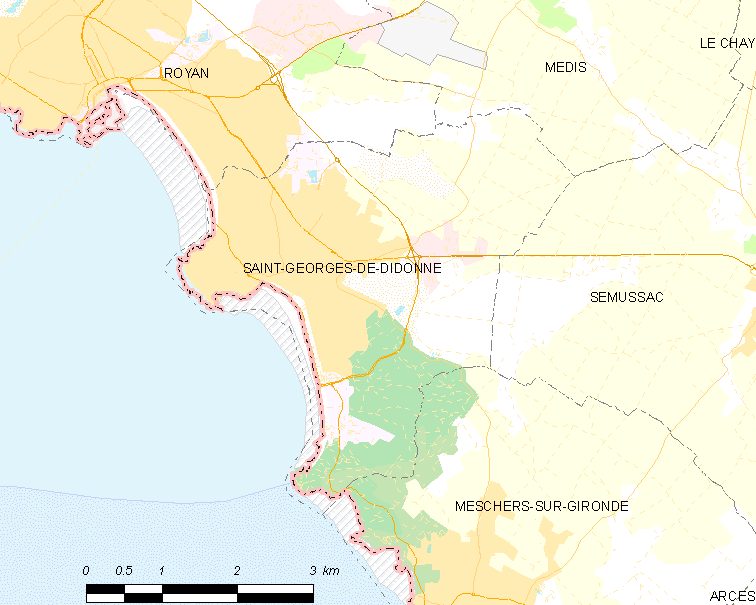
圣乔治德迪多讷的OSM定位图

圣乔治德迪多讷的时区为UTC+01:00、UTC+02:00（夏令时）。

## 行政
圣乔治德迪多讷的邮政编码为17110，INSEE市镇编码为17333。

## 政治
圣乔治德迪多讷所属的省级选区为鲁瓦扬县。

## 人口

1962-2008年间圣乔治德迪多讷人口变化图示

圣乔治德迪多讷于2022年1月1日时的人口数量为5093人。